# History of Science Society

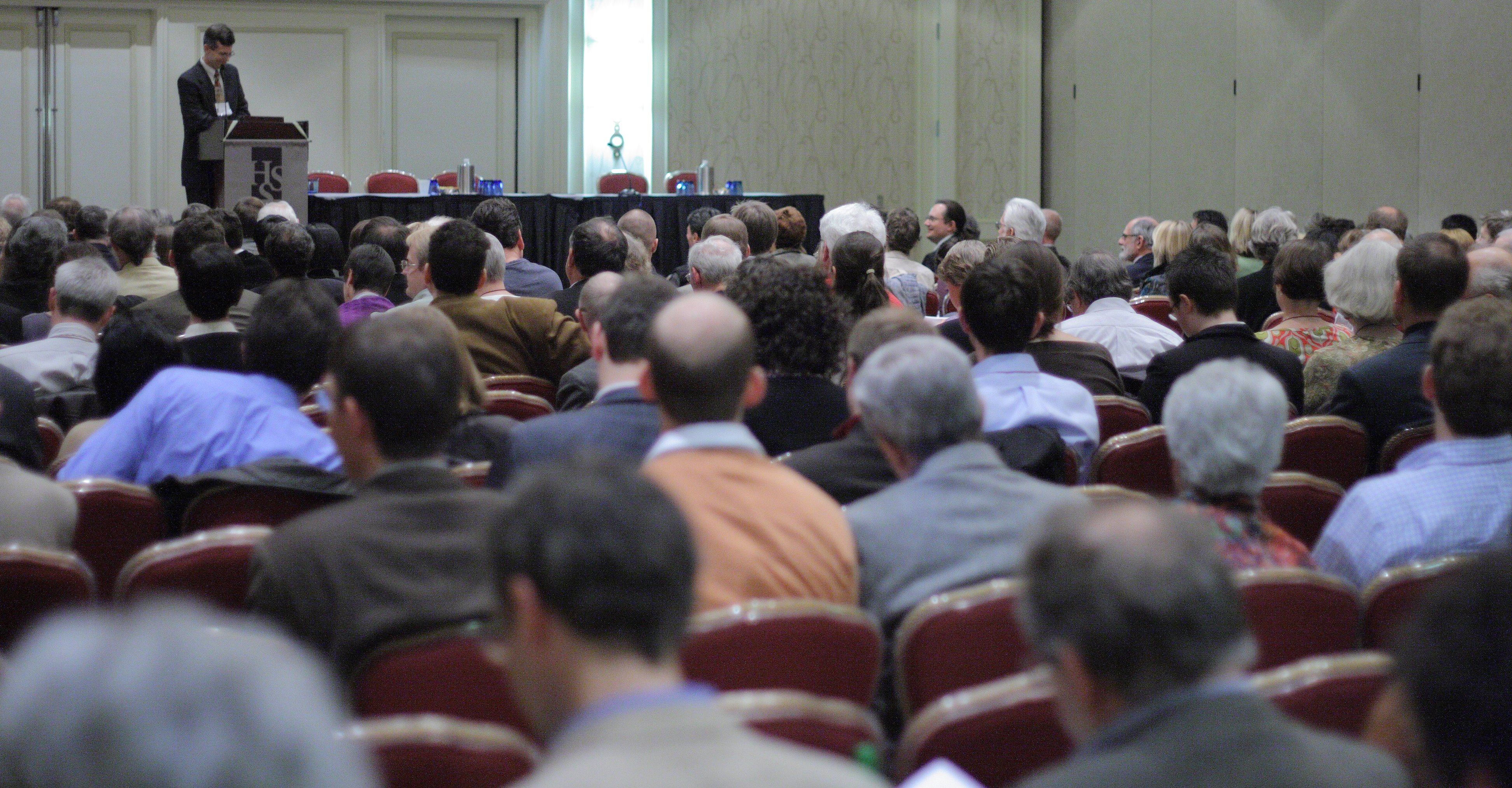
Konferenz der HSS 2007 in Washington, D.C.

Die US-amerikanische History of Science Society (HSS) ist die erste Fachgesellschaft für das wissenschaftliche Studium der Wissenschaftsgeschichte. Die Gesellschaft wurde 1924 von George Sarton und Lawrence Joseph Henderson ursprünglich mit dem Ziel gegründet, die Veröffentlichung der Zeitschrift Isis zu fördern – einem Journal für Wissenschaftsgeschichte, das der Wissenschaftshistoriker Sarton 1912 ins Leben gerufen hatte.
Die Gesellschaft hat weltweit über 3.000 Mitglieder. Sie gibt die vierteljährlich erscheinende Isis und das jährlich erscheinende Journal Osiris heraus. Zudem führt die Gesellschaft jährlich eine gut besuchte Konferenz durch.
Gegenwärtiger (2019/20) Präsident der HSS ist Bernard Lightman (* 1950).

## Preise und Anerkennungen
Die HSS fördert zwei spezielle Vorträge, die jährlich durchgeführt werden:
- Die George Sarton Memorial Lecture, seit 1960 (mit Unterbrechung von 1973 bis 1975) vorgetragen auf dem jährlichen Treffen der American Association for the Advancement of Science,
- Die History of Science Society Distinguished Lecture (vormals History of Science Society Lecture), seit 1981 vorgetragen auf der Plenarversammlung des jährlichen Treffens der HSS

Außerdem vergibt die HSS zahlreiche Preise:
- Der Nathan Reingold Prize, eingerichtet 1955, für eine herausragende Abhandlung in der Wissenschaftsgeschichte durch einen Studenten im Postgraduate study
- Die George-Sarton-Medaille, vergeben seit 1955, für herausragende Leistungen auf dem Gebiet der Wissenschaftsgeschichte
- Der Pfizer Award (mit einer Medaille), eingerichtet 1958, für ein herausragendes Buch in der Wissenschaftsgeschichte
- Der Derek Price/Rod Webster Award (vormals Zeitlin-Ver Brugge Prize), eingerichtet 1978, für einen herausragenden Artikel in der Zeitschrift Isis
- Der Watson Davis and Helen Miles Davis Prize, eingerichtet 1985, für ein Lehrbuch oder populärwissenschaftliches Buch
- Der Margaret W. Rossiter History of Women in Science Prize, erstmals vergeben 1987, für eine herausragende Arbeit zum Thema Frau in der Wissenschaft (der Preis wechselt jährlich zwischen Buch und Artikel)
- Der Joseph H. Hazen Education Prize, eingerichtet 1998, für eine herausragende Beiträge in der Lehre der Wissenschaftsgeschichte
- Der Suzanne J. Levinson Prize, eingerichtet 2006, wird alle zwei Jahre vergeben für ein Werk der Geschichte der Life sciences und Naturgeschichte

## Weblink
- History of Science Society online